# Shazza

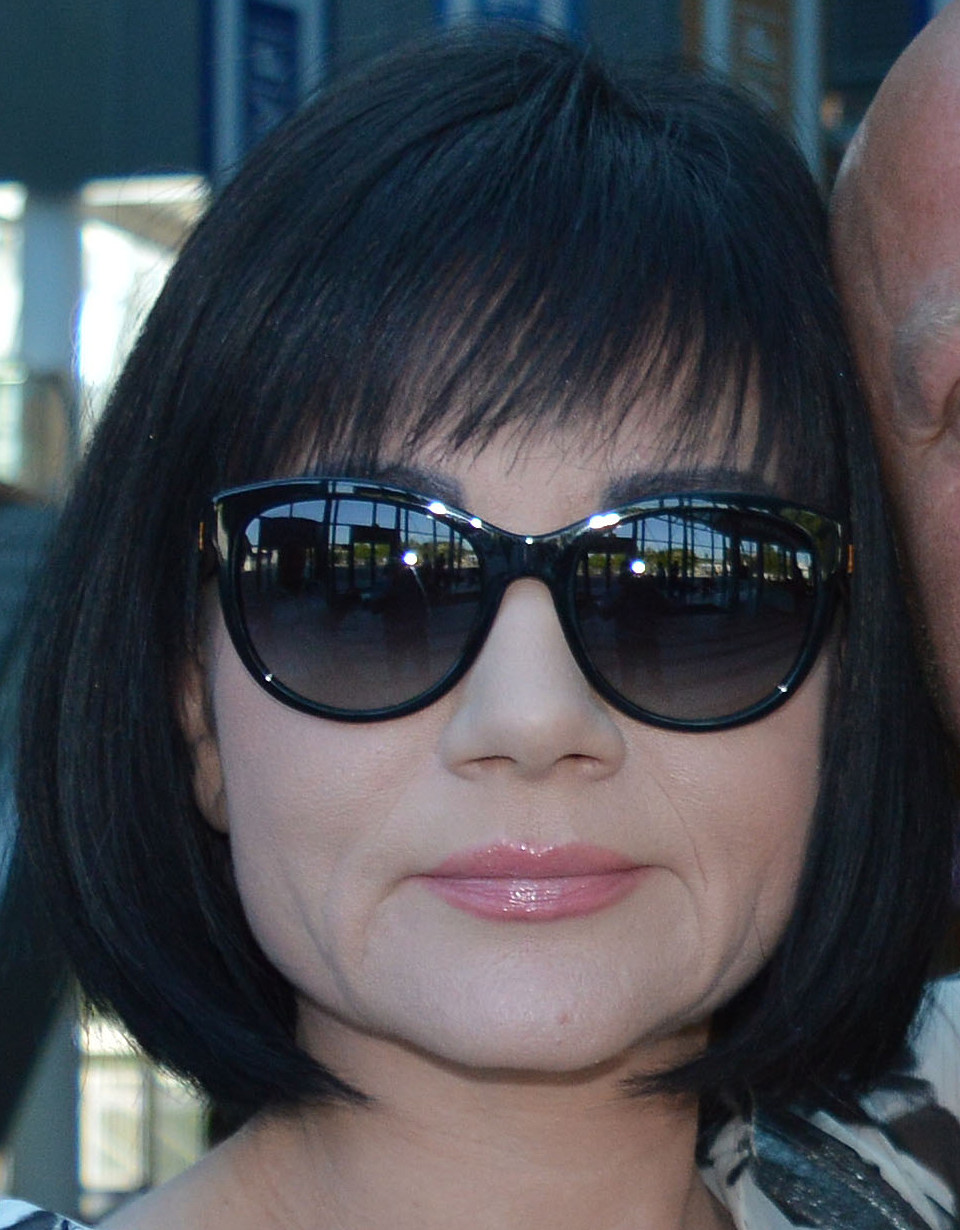
Shazza

Magdalena Pańkowska (sinh ngày 29 tháng 5 năm 1967), nghệ danh Shazza, là một ca sĩ, nhạc sĩ và diễn viên người Ba Lan. Bà bắt đầu sự nghiệp solo vào năm 1993. Bà trở nên nổi tiếng từ chương trình truyền hình Disco Relax.

## Phim tiêu biểu
- 1996: Bara Bara[3]
- 1998: Poniedziałek
- 2000: Sukces
- 2000: W tym domu straszy[4]
- 2001: Wtorek[5]